# Kyōsuke Matsuyama
Kyōsuke Matsuyama (jap. 松山 恭助 Matsuyama Kyōsuke; ur. 19 grudnia 1996 w Tokio) – japoński florecista, mistrz olimpijski z Paryża (2024), dwukrotny medalista mistrzostw świata.
W 2012 roku zdobył złoto w indywidualnej rywalizacji kadetów na mistrzostwach świata juniorów w Moskwie. Na rozgrywanych cztery lata później mistrzostwach świata juniorów w Bourges był najlepszy drużynowo i trzeci indywidualnie.
Podczas mistrzostw świata w Mediolanie w 2023 roku wywalczył brązowy medal w turnieju indywidualnym. Wyprzedzili go jedynie Włoch Tommaso Marini i Nick Itkin z USA. Na tej samej imprezie Japończycy w składzie: Kazuki Iimura, Kyōsuke Matsuyama, Takahiro Shikine i Kenta Suzumura zdobyli złoty medal w zawodach drużynowych.
Zdobył drużynowo brązowe medale na igrzyskach azjatyckich w Dżakarcie w 2018 roku i igrzyskach azjatyckich w Hangzhou w 2023 roku.
Wystartował na igrzyskach olimpijskich w Tokio w 2020 roku, gdzie był czwarty w rywalizacji drużynowej, a indywidualnie zajął czternaste miejsce.
W 2024 roku wziął udział w Letnich Igrzyskach Olimpijskich w Paryżu, gdzie w rywalizacji indywidualnej odpadł w 1/8 finału z Filippo Macchi, a w turnieju drużynowym zdobył złoty medal.